# Stora Koppom
Stora Koppom är en bebyggelse väster om Kölaälven och de mer centrala delarna av Koppom som ligger öster om älven i Järnskogs socken i Eda kommun. Området ingick före 2015 och ingår åter från 2018 i tätorten Koppom. Från 2015 avgränsade SCB här en egen småort, som vid avgränsningen 2018 klassades som en del av tätorten Koppom.